# Wet op de medische hulpmiddelen
De Wet op de medische hulpmiddelen is een Nederlandse wet die in 1970 is vastgesteld. Doel is het beschermen van patiënten en gebruikers met betrekking tot de veiligheid van medische hulpmiddelen. Met deze wet wil men het gebruik van onjuist functionerende hulpmiddelen binnen de zorg voorkomen.

## Indeling hulpmiddelen
Onder een medisch hulpmiddel wordt verstaan het voor medische doeleinden gebruiken van instrumenten, toestellen, apparaten en software voor:
- diagnose, preventie, bewaking, behandeling of verlichting van ziekten
- diagnose, bewaking, behandeling, verlichting of compensatie van verwondingen of handicap
- onderzoek naar of vervanging dan wel wijziging van de anatomie of van een fysiologisch proces
- beheersing van bevruchting
- het toedienen van geneesmiddelen (het medicijn zelf valt onder de Geneesmiddelenwet)

Er worden vier categorieën onderscheiden.
1. Klasse I: laag risico
2. Klasse IIa: gemiddeld risico
3. Klasse IIb: gemiddeld tot hoog risico
4. Klasse III: hoog risico

Elke categorie hulpmiddelen moet voldoen aan Europese veiligheidsnormen en CE-gecertificeerd zijn. Bij Klasse I moet de fabrikant het hulpmiddel alleen aanmelden bij een daartoe bevoegde instantie (“Notified Body”) indien de meetfunctie en/of steriliteit gecontroleerd moet worden. Overige hulpmiddelen van Klasse I kunnen door de fabrikant zelf worden aangemeld. Bij de andere klassen moet het hulpmiddel altijd aangemeld worden bij een controlerende instantie.
Op maat gemaakte hulpmiddelen moeten ook voldoen aan deze richtlijnen. Voor software is de Europese richtlijn MEDDEV 2.1/6 opgesteld om te bepalen of dat deze beschouwd moet worden als een medisch hulpmiddel.